# Guanosine 5'-(γ-thio)triphosphate
La guanosine 5'-[γ-thio]triphosphate (GTPγS) est un activateur de protéines G non hydrolysable, ou hydrolysable très lentement, analogue structurel de la guanosine triphosphate. De nombreuses protéines se liant au GTP sont actives tant qu'elles sont liées à cette molécule mais s'inactivent par hydrolyse de la liaison phosphodiester reliant le phosphate γ au reste du nucléotide, laissant un résidu de GDP lié et libérant un phosphate. Ceci survient généralement assez vite, et la protéine se liant au GTP ne peut demeurer active qu'en échangeant le GDP contre une nouvelle molécule de GTP.
La substitution d'un atome de soufre à la place d'un atome d'oxygène sur le phosphate γ du GTP donne un nucléotide qui s'hydrolyse bien plus lentement, voire pas du tout. Ceci empêche les protéines liées au GTP de s'inactiver par hydrolyse du GTP, facilitant l'étude des processus favorisés par ces protéines activées. Il peut s'agir de la stimulation de l'hydrolyse de phosphoinositides, de l'accumulation ou de l'élimination d'AMP cyclique et de l'activation de proto-oncogènes spécifiques.
Le GTPγS au 35S peut être utilisé pour marquer cette molécule et étudier sa liaison aux protéines G ainsi qu'en autoradiographie.